# 在淮为橘，逾淮为枳
“在淮为橘，逾淮为枳”这句话出自《晏子春秋·内篇·杂下》： “橘生淮南则为橘，生于淮北则为枳。叶徒相似，其实味不同。所因者然也。”
橘子长在淮河南岸的时候是橘，到了淮河北岸就变成了枳（另一种味苦的植物）。
虽然叶子很像，但果实的味道却完全不同，这是因为生长环境不同的缘故。
这句话用植物的变化来比喻 人或事物会受到环境影响而发生改变。强调了：
- 环境的重要性
- 人性、品格、行为的变化常因所处环境而异